# Carcinops densepunctata
Carcinops densepunctata är en skalbaggsart som beskrevs av Wenzel 1944. Carcinops densepunctata ingår i släktet Carcinops och familjen stumpbaggar. Inga underarter finns listade i Catalogue of Life.